# Танці усмерть
«Танці усмерть» (рос. «Танцы насмерть») — російський фантастичний фільм режисера Андрія Волгіна. Фільм вийшов у широкий прокат у Росії 6 квітня 2017 року.

## Сюжет
2070 рік. Москва. Світ лежить у руїнах після ядерної війни. Виживання людства залежить від енергії, яку віддають учасники жорстокого танцювального турніру. Але коли один із претендентів закохується в дівчину, учасницю змагання, і вирішує за всяку ціну врятувати її життя, налагоджена система опиняється під загрозою.

## Акторський склад
- Іван Жвакін — Костя
- Лукерія Ільяшенко — Аня
- Денис Шведов — Сірий
- Агнія Дітковскіте — Зебра
- Олександр Тютін — розпорядник
- Микита Волков — Артем
- Микита Дювбанов — діджей
- Ола Кейру — Мендель
- Олексій Матошин — бандит
- Віктор Хоркін — Маїс
- Кейко Лі — Мей Лі
- Євген Грибов — Щука
- Євген Міхєєв — Руслан
- Анвар Халілулаєв — друг Кості
- Дмитро Файнштейн — доктор
- Геша Меньшиков — жрець
- Карина Іванова — Кріс
- Лада Негруль — мати Руслана

## Знімальна група
- Продюсери: Олександр Куринський, Микола Табашников, Володимир Денисюк
- Режисер-постановник і режисер монтажу: Андрій Волгін
- Сценарій: Андрій Золотарьов
- Оператор-постановник: В'ячеслав Лісневський
- Композитори: Максим Кошеваров, Олександр Крюков і Олександр Маєв

## Виробництво
Фільмування проходило в районі Москва-Сіті, в бізнес-центрі Dominion Tower, у будівлі Президії Російської Академії Наук і в старих корпусах «Електрозаводу».

## Огляди
Фільм отримав переважно негативні оцінки в російській пресі. Розгромні огляди на нього опублікували «Російська газета», «КГ-портал», Time Out, а також відео блогер BadComedian.
Кінокритик Євген Ухов у своїй рецензії на Film.ru зазначив: «Стрічка чомусь захотіла бути дуже серйозною, але заряду в ній вистачило тільки на експозицію, а далі авторів або полишила сміливість, або покинуло натхнення — вони й від соціальних стріл відмовилися, і в простоті не знайшли силу».